# Jakob Funkelin
Jakob Funkelin (auch Funcklin, Fünklin, Fünklin, Funckelin; * 1522/1523 in Freie Reichsstadt Konstanz; † 3. November 1565/1566 in Biel) war ein reformierter Theologe und Dramatiker des 16. Jahrhunderts.

## Leben
Funkelin war der Sohn des Stadtschreibers von Konstanz. Im Alter von zehn Jahren war er Schüler des Konstanzer Reformators Ambrosius Blarer, mit dem er zeitlebens eng befreundet blieb. Ab 1536 studierte er Theologie in Basel, Tübingen und Straßburg. Nach 1541 war er Pfarrer in Konstanz und knüpfte dort enge Beziehungen zu Heinrich Bullinger und anderen Vertretern der Reformation in Zürich. Nachdem Konstanz 1548 zu Vorderösterreich kam und wieder katholisch wurde, musste er mit Blarer Konstanz verlassen. Funkelin übernahm 1549 für elf Monate eine Pfarre in Tägerwilen und anschließend bis zu seinem Tod eine Pfarrstelle in Biel im Kanton Bern. Blarer war von 1551 bis 1559 zweiter Pfarrer in Biel.
Funkelin schuf ab 1551 als Dekan, zusammen mit Blarer, eine neue Gottesdienstordnung, beteiligte sich an der ersten Bieler Schulordnung von 1555 und führte den Gemeindegesang ein. Er verfasste Kirchenlieder und machte sich einen Namen als Redaktor mehrerer Ausgaben des Konstanzer Gesangbuchs. Seine Predigten waren sehr geschätzt, namentlich von Johannes Calvin.
Bekannt wurde er als Autor, Bearbeiter und Regisseur unterhaltender wie katechetisch belehrender Bibeldramen reformatorischer Prägung (wobei elf namentlich bekannt und vier überliefert sind). Funkelin ließ ab 1550 eigene Stücke von Schülern wie auch Privatleuten aufführen. Er hat bei seiner dramaturgischen Arbeit alte Stücke oder Teile davon wiederverwendet; so lag seinem Lazarus der Anabion von Johannes Sabius zu Grunde.
Er heiratete 1542 Anna Grutzerin, später Anna Jeger, eine Schwester des Bieler Ratsherrn Heinrich. Funkelins Bemühungen um die Verbreitung der „Holzsparkunst“ (ökonomisches Heizen und Kochen) führten ihn in den Ruin. Er starb an den Folgen der Pest.

## Werke
- Reicher Mann und armer Lazarus (1550)
- Ein gantz lustige vnd nutzliche Tragoedi… (1551)
- Tod und Erweckung des Lazarus (1552)
- Loth und Abraham (1552)
- Ahasverus und Esther (1552)
- Geburt Christi (1553/1554)
- Sodom und Gomorrha (1554)
- Ein geistlich Spyl von der Empfengknuss und Geburt Jesu Christi: ouch dem, welches sich vor, by unnd nach der Geburt verloffen hat. Zürych: Christoffel Froschouer, 1554.
- Die in Lastern hinlebende Welt und was Strafe je hernach folgt (1555)
- Apokalypse (1555)
- Der verlorene Sohn (1561)
- Unseres Herrn Auferstehung und Auffahrt (1562)
- Susanne (1565)

- Die Bühne als Kanzel. Das Spiel vom reichen Mann und armen Lazarus (1550). Das Spiel von der Auferweckung des Lazarus (1552). Hrsg. und mit einer Einführung von Max Schiendorfer. Teil 1: Einführungen und Dramentexte. Teil 2: Kommentare und Anhang. Chronos, Zürich 2019, ISBN 978-3-03401505-9.

## Zitate
den win nit us den henden gib,
min durst ich löschen musz vorhin,
das übrig sol dann iren sin.
si dorftind in wol gar ufriben.